# イクト
イクト（ECT）は、岐阜県岐阜市にかつて存在した複合商業施設。名古屋鉄道名鉄岐阜駅に隣接していた。
名古屋鉄道が名鉄岐阜駅の再開発により、新岐阜百貨店跡地に建設した。建物は名古屋鉄道が所有し、関連会社名鉄プロパティマネジメントにより運営されていた。
イクトは、ECTと表記される。これは「食（Eat）」および「楽しむ（Enjoy）」、「つなぐ（Connect）」、「電車（Train）」の頭文字を取ったものである。

## 概要
2009年（平成21年）9月6日開業。建物は2階建て。屋上には70台の駐車場がある（有料・24時間営業）。延床面積は6,004m2（売場面積3,634m2）。2階北東には名鉄岐阜駅の連絡口、1階南には岐阜バスターミナルの連絡口がある。
駅周辺の鉄道高架化の計画もある関係で恒久的な施設は建設できないもののテナントは必要として整備された暫定的な商業施設であるため、地元が期待したものより小規模な施設となった。
2024年（令和6年）3月に発表の名古屋鉄道の中期経営計画で、神田町街区（イクト、岐阜バスターミナルなど）の再開発の計画を公表された。その中でイクトは2024年度中に閉鎖し、解体の予定であることが記された。その後、2024年（令和6年）9月29日に閉館することとなった。

## 主な店舗
全20店舗あった。
- パレマルシェ（オークワ）
- ヴィ・ド・フランス
- 日本海庄や
- ECC外語学院
- プロント(カフェ)
- ファミリーマート
- PEGU
- 銀座花菱
- 東京ますいわ屋
- Venir
- 制服専門店トンボショップ
- CAN★DO
- 鈴の屋
- ママのリフォーム
- 白いYシャツ
- キレイ処
- girls mignon
- ココカラファイン
- INNOVATION PARK GIFU with 名鉄協商
- レンタルスペース@名鉄岐阜駅

## 営業時間
休業日、営業時間は店舗により異なるが、パレマルシェ、ヴィ・ド・フランスは7:00 - 22:00。大半の店舗の営業時間は10:00 - 20:00。

## 駐車場
岐阜イクトの屋上には名鉄協商の運営する駐車場があり、パレマルシェで1000円以上買うと駐車場1時間無料サービスが受けられた。また、イクト屋上以外にも同じ名鉄協商の運営する名鉄協商パーキング岐阜第2もこのサービスの対象駐車場であった。

## 交通アクセス
- 東海道本線岐阜駅（JR駅）より徒歩約5分。
- 名鉄岐阜駅よりすぐ（隣接）。